# Jacob Hägg

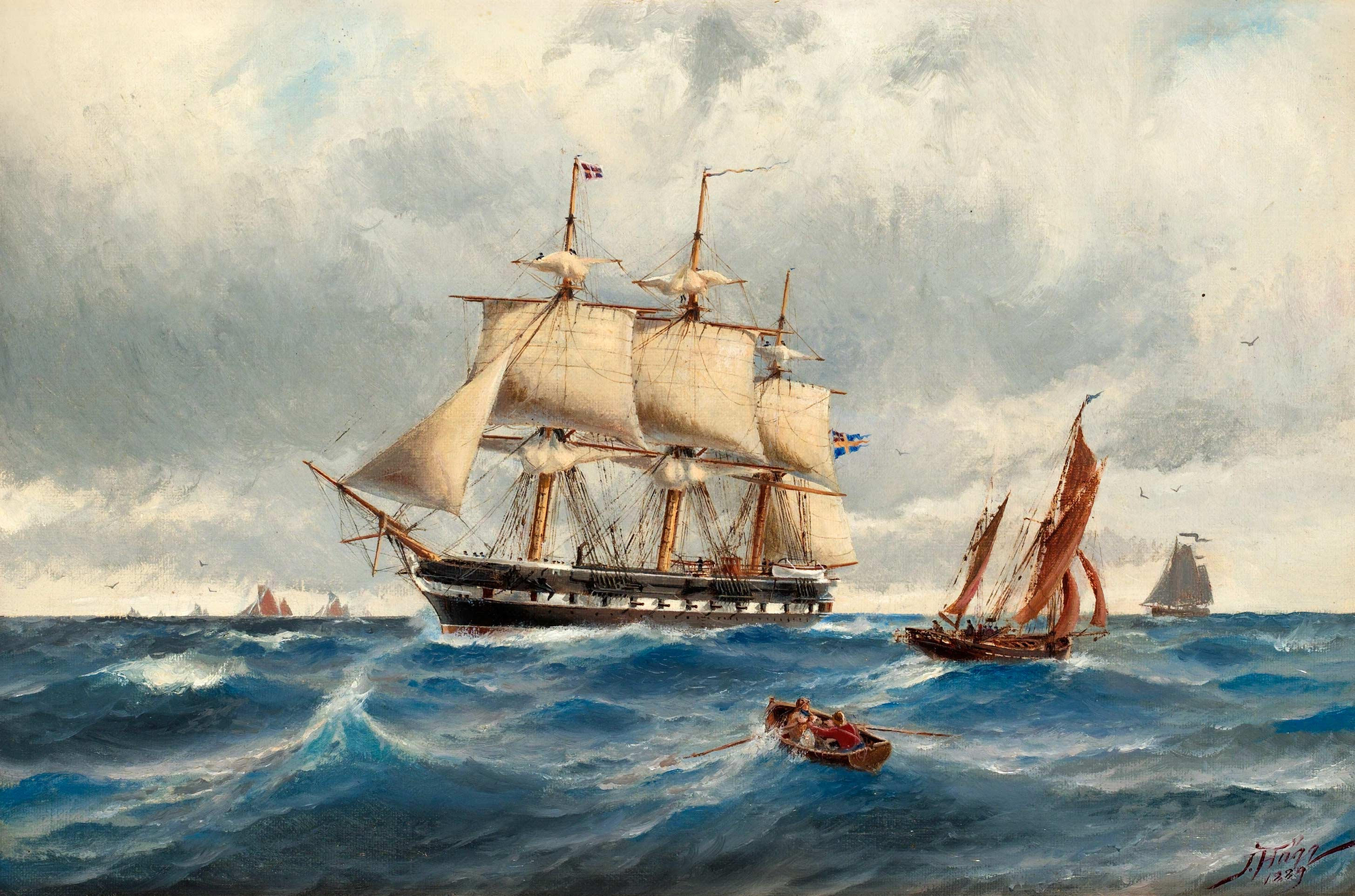
Fregatten Vanadis i Nordsjön, Olja av amiral J. Hägg.

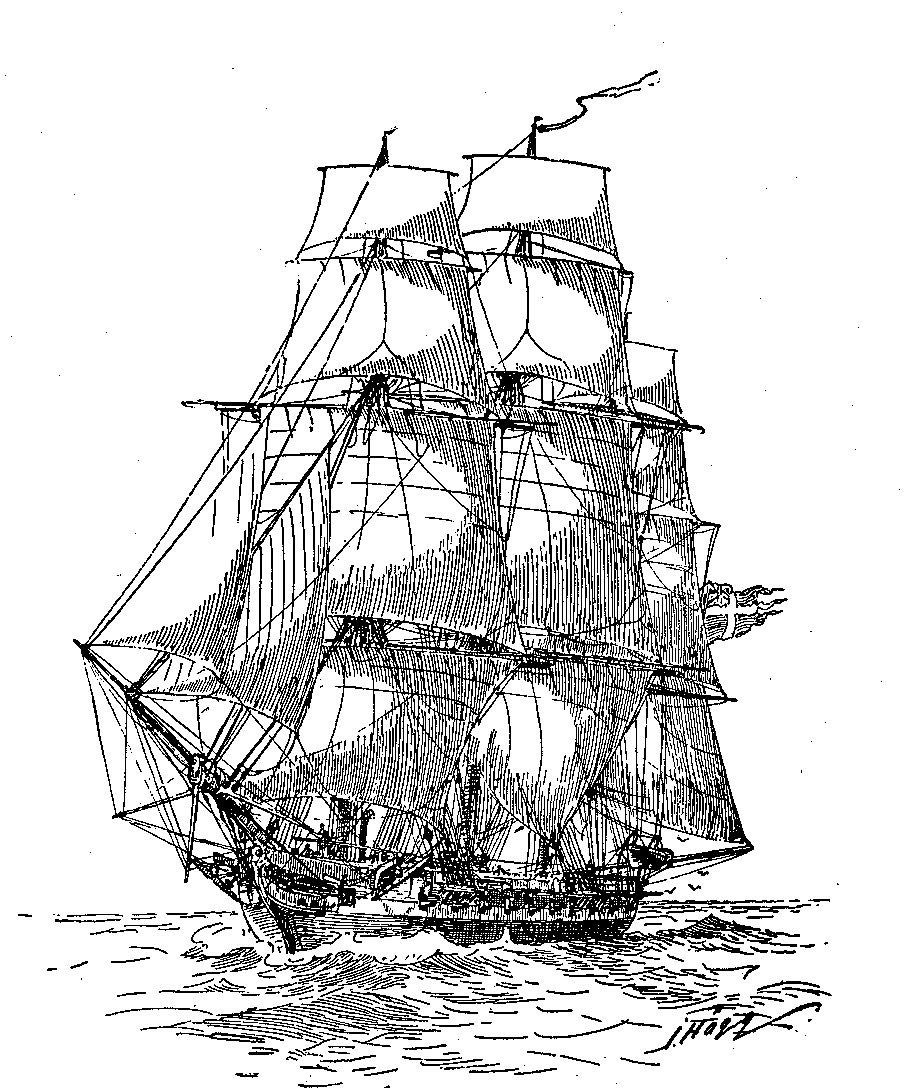
Korvetten med 18 st 24 punds kanoner. Etsning av amiral J. Hägg.

Jacob (Jacques) Hägg, född 22 juli 1839 i Östergarns socken på Gotland, död 15 april 1931 i Stockholm, var en svensk sjöofficer och marinmålare.

## Biografi

### Familj
Jacob Hägg föddes vid Katthamra gård i Östergarn på Gotland, men bodde största delen av sitt liv i Stockholm och Karlskrona. Han var son till trävaruhandlaren Axel Hägg och dennes hustru Anna Margaretha, född Lindström, och bror till Axel Herman Hägg. Jacob Hägg gifte sig i Karlskrona 1869 med Ellen Tellander, dotter till major Frans August Tellander, och 1870 föddes sonen Erik, följd av dottern Ella 1872 och senare sonen Herman 1884. Familjen var sommargäster i badorten Ljugarn på östra Gotland.
Jacob Hägg jordfästes i Hedvig Eleonora kyrka i Stockholm, därefter fördes kistan med ångfartyget Drotten till Visby för att gravsättas på Östergarns kyrkogård.

### Sjöofficersbanan
Jacob Hägg var yrkesverksam inom flottan. Efter utbildning vid Kungliga Sjökrigsskolan blev han utnämnd till underlöjtnant 1863. Som ung sjöofficer deltog han vid flera långresor till främmande farvatten, bland annat med fregatten Vanadis samt korvetterna Josephine och Gefle. Under perioden 1874–1884 var han delvis anställd inom Sjökarteverket och arbetade med sjömätning och sjökortsframställning. När han senare återkom till flottan, lade han grunden till det första hemliga militärledssystemet i Sverige. Jacob Hägg var chef för Kungliga Sjökrigsskolan 1890–1895, varvschef för Stockholms örlogsstation 1896–1899 samt befälhavande amiral och stationsföreståndare i Karlskrona 1900–1904. Han lämnade aktiv tjänst 1904 och hade då uppnått graden konteramiral (utnämnd 1899).

### Statens sjökrigshistoriska samlingar
1907–1927 var Jacob Hägg föreståndare för Statens sjökrigshistoriska samlingar, grunden till det som senare kom att bli Sjöhistoriska museet. Under den perioden gjorde han viktiga insatser för att bevara ett stort antal äldre fartygsmodeller från flottan.

### Konstnärskap
Konstnärsbanan inleddes omkring 1860. Den sista oljemålningen fullbordades 1929 då Jacob Hägg var 90 år gammal. Sonen Erik har uppskattat produktionen till omkring 700 oljemålningar och akvareller (exklusive mindre skissartade arbeten), 25 etsningar samt minst 1600 laveringar och teckningar. Jacob Hägg räknas som en av de främsta marinmålarna i Sverige. När han tjänstgjorde i flottan, ägnade han lediga stunder åt nautisk arkeologi och att avbilda den marina miljön. Hans teckningar, etsningar och målningar föregicks av noggranna efterforskningar för att få alla detaljer rätt. Hägg finns representerad vid bland annat Nationalmuseum i Stockholm, Norrköpings konstmuseum och Göteborgs konstmuseum.

### Förtroendeuppdrag mm
- Ordförande för Kungliga Svenska Segelsällskapet
- Ordförande för Sjöofficerssällskapet i Stockholm 1898–1900
- Hedersledamot av Kungliga Örlogsmannasällskapet och dess vice ordförande 1899–1900
- Ledamot av Kungliga Krigsvetenskapsakademien